# Nebulosus

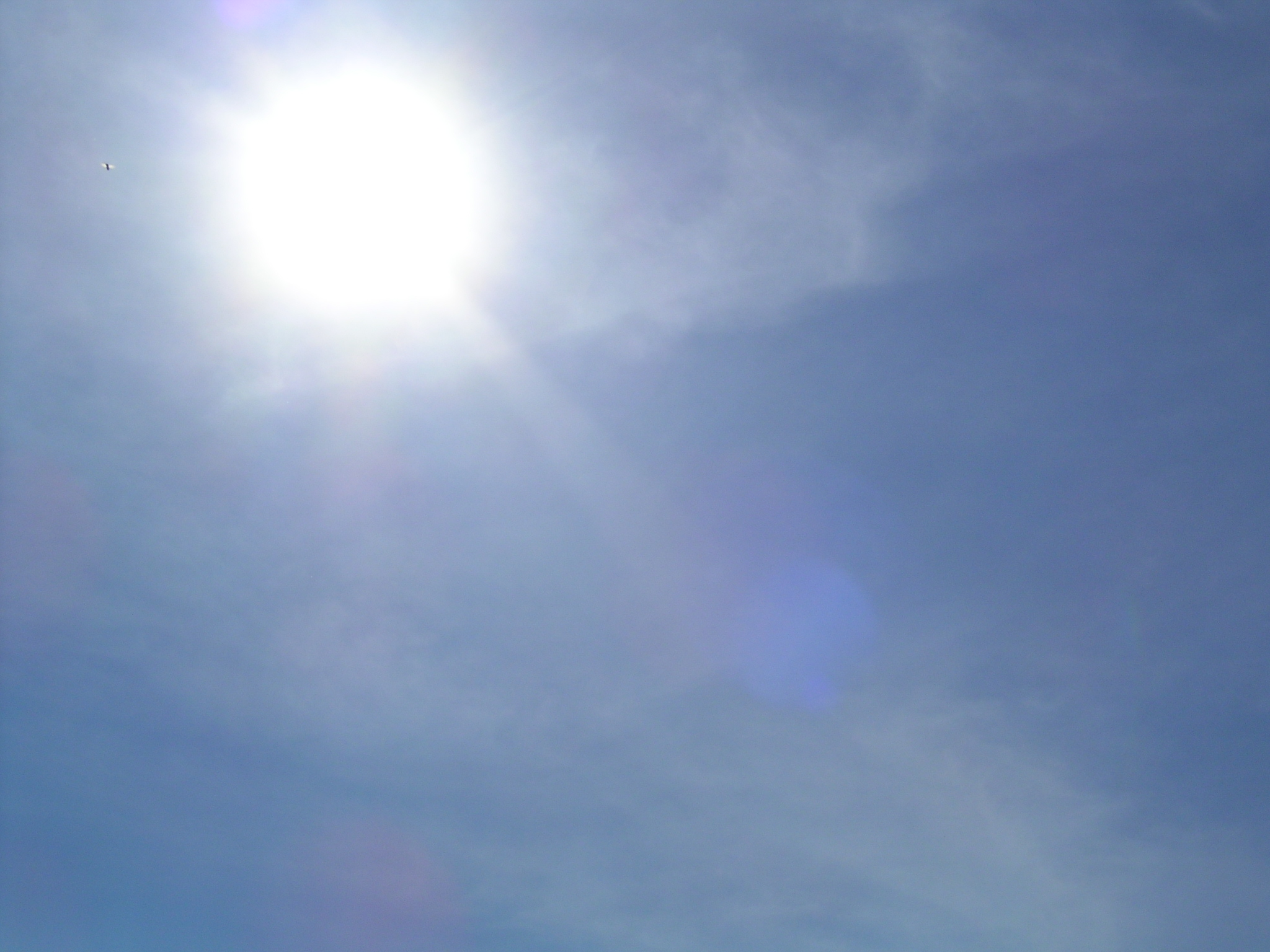
Cirrostratus nebulosus (Cs neb)

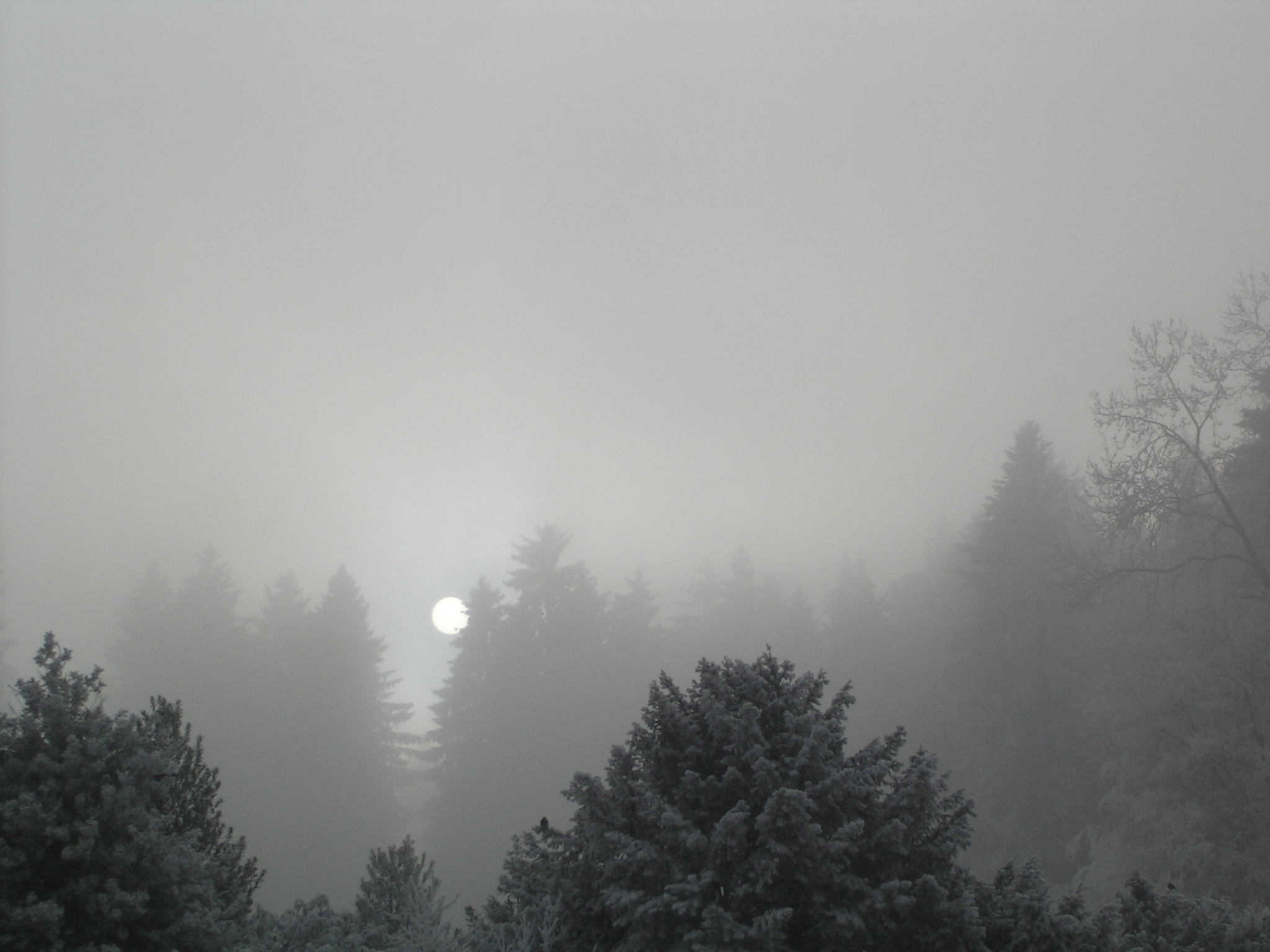
Stratus nebulosus (St neb)

nebulosus (neb) (łac. mglisty, mętny) – chmura w postaci mglistej zasłony lub warstwy, niewykazującej wyraźnych szczegółów. Określenie to odnosi się do chmur Cirrostratus i Stratus.